# Ауг, Андрус
А́ндрус А́уг (эст. Andrus Aug; 22 мая 1972, Йыгева, СССР) — бывший эстонский велогонщик. Участник летних Олимпийских игр 2004 года. В Афинах Андрус принял участие в групповой шоссейной гонке, но не смог завершить гонку. Проехав чуть более половины дистанции Ауг завершил выступление. Также Андрус дважды принимал участие в Джиро д’Италия.

## Достижения
1997
3 место, Чемпионат Эстонии — групповая гонка
1999
2 место, Чемпионат Эстонии — групповая гонка
2001
1 место, Poreč Trophy 3
3 место, Чемпионат Эстонии — групповая гонка
2002
1 место, Gran Premio Nobili Rubinetterie
1 место, Poreč Trophy 4
2004
1 место, Grand Prix de Rennes

## Статистика выступлений

### Гранд-туры
| Гонка           | 2003   | 2004   |
| --------------- | ------ | ------ |
| Джиро д'Италия  | DNF-18 | DNF-19 |
| Тур де Франс    | —      | —      |
| Вуэльта Испании | —      | —      |